# Europarlamentari pentru Regatul Unit 1973-1979
În această perioadă membri Parlamentului European nu erau aleși în mod direct, erau aleși de Camera Comunelor și de Camera Lorzilor ca delegați. Delegația Regatului Unit era formată din 36 de membri, dar Partidul Laburist a refuzat să-și numească, delegații nefiind de acord cu calitatea de membru în Uniunea Europeană a Regatului Unit. După referendumul din 1975, laburiștii au decis să-și numească oameni pe locurile care le reveneau.
| Nume                            | Partid            | Dată                                                            |
| A                               |                   |                                                                 |
| Lord Ardwick                    | Labour            | 3 iulie 1975 – 1979                                             |
| B                               |                   |                                                                 |
| Guy Barnett                     | Labour            | 1 iulie 1975 – 24 mai 1976                                      |
| Sir Tufton Beamish              | Conservative      | 1 ianuarie 1973 – 24 iulie 1974                                 |
| Earl of Bessborough             | Conservative      | 1 ianuarie 1973 – 1979                                          |
| Lord Bethell                    | Conservative      | 10 martie 1975 – 1979                                           |
| Betty Boothroyd                 | Labour            | 1 iulie 1975 – 1 martie 1977                                    |
| Lord Brecon                     | Conservative      | 1 ianuarie 1973 – 24 octombrie 1973                             |
| John Brewis                     | Conservative      | 1 ianuarie 1973 – 28 februarie 1975                             |
| Lord Brimelow                   | Labour            | 28 februarie 1977 – 30 iunie 1978                               |
| Ronald Brown                    | Labour            | 1 martie 1977 – 1979                                            |
| Lord Bruce of Donington         | Labour            | 3 iulie 1975 – 1979                                             |
| C                               |                   |                                                                 |
| Lord Castle                     | Labour            | 3 iulie 1975 – 1979                                             |
| John Corrie                     | Conservative      | 28 februarie 1975 – 18 decembrie 1975; 1 martie 1977 – 1979     |
| George Cunningham               | Labour            | 13 martie 1978 – 1979                                           |
| D                               |                   |                                                                 |
| Tam Dalyell                     | Labour            | 1 iulie 1975 – 1979                                             |
| Sir Geoffrey de Freitas         | Labour            | 1 iulie 1975 – 1979                                             |
| Sir Douglas Dodds-Parker        | Conservative      | 1 ianuarie 1973 – 28 februarie 1975                             |
| Gwyneth Dunwoody                | Labour            | 1 iulie 1975 – 1979                                             |
| Hugh Dykes                      | Conservative      | 24 iulie 1974 – 1 martie 1977                                   |
| E                               |                   |                                                                 |
| Robert Edwards                  | Labour            | 1 martie 1977 – 1979                                            |
| Baroness Elles                  | Conservative      | 1 ianuarie 1973 – 3 iulie 1975                                  |
| Tom Ellis                       | Labour            | 1 iulie 1975 – 1979                                             |
| John Evans                      | Labour            | 1 iulie 1975 – 13 martie 1978                                   |
| Winnie Ewing                    | SNP               | 7 iulie 1975 – 1979                                             |
| F                               |                   |                                                                 |
| Peggy Fenner                    | Conservative      | 24 iulie 1974 – 28 februarie 1975                               |
| Baroness Fisher of Rednal       | Labour            | 3 iulie 1975 – 1979                                             |
| Alan Fitch                      | Labour            | 13 martie 1978 – 1979                                           |
| Alex Fletcher                   | Conservative      | 18 decembrie 1975 – 1 martie 1977                               |
| Charles Fletcher-Cooke          | Conservative      | 1 martie 1977 – 1979                                            |
| G                               |                   |                                                                 |
| Lord Gladwyn                    | Liberal           | 1 ianuarie 1973 – 3 iulie 1975; 8 iulie 1975 – 1 octombrie 1976 |
| Lord Gordon-Walker              | Labour            | 3 iulie 1975 – 20 octombrie 1976                                |
| H                               |                   |                                                                 |
| Willie Hamilton                 | Labour            | 1 iulie 1975 – 1979                                             |
| James Hill                      | Conservative      | 1 ianuarie 1973 – 28 februarie 1975                             |
| John Hill                       | Conservative      | 1 ianuarie 1973 – 24 iulie 1974                                 |
| Ralph Howell                    | Conservative      | 24 iulie 1974 – 1979                                            |
| Mark Hughes                     | Labour            | 1 iulie 1975 – 1979                                             |
| J                               |                   |                                                                 |
| Russell Johnston                | Liberal           | 1 ianuarie 1973 – 7 iulie 1975; 1 octombrie 1976 – 1979         |
| K                               |                   |                                                                 |
| Elaine Kellett-Bowman           | Conservative      | 28 februarie 1975 – 1979                                        |
| Lord Kennet                     | Labour            | 28 februarie 1978 – 1979                                        |
| Peter Kirk                      | Conservative      | 1 ianuarie 1973 – 17 aprilie 1977                               |
| L                               |                   |                                                                 |
| Marquess of Lothian             | Conservative      | 24 octombrie 1973 – 3 iulie 1975                                |
| M                               |                   |                                                                 |
| Earl of Mansfield and Mansfield | Conservative      | 1 ianuarie 1973 – 10 martie 1975                                |
| Bob Mitchell                    | Labour            | 1 iulie 1975 – 1979                                             |
| William Molloy                  | Labour            | 24 mai 1976 – 1 martie 1977                                     |
| Lord Murray of Gravesend        | Labour            | 20 octombrie 1976 – 28 februarie 1978; 30 iunie 1978 – 1979     |
| N                               |                   |                                                                 |
| Tom Normanton                   | Conservative      | 1 ianuarie 1973 – 1979                                          |
| O                               |                   |                                                                 |
| Lord O'Hagan                    | Cross-bencher     | 1 ianuarie 1973 – 3 iulie 1975                                  |
| John Osborn                     | Conservative      | 28 februarie 1975 – 1979                                        |
| P                               |                   |                                                                 |
| John Peel                       | Conservative      | 1 ianuarie 1973 – 24 iulie 1974                                 |
| Rafton Pounder                  | Ulster Unionist   | 1 ianuarie 1973 – 24 iulie 1974                                 |
| John Prescott                   | Labour            | 1 iulie 1975 – 1979                                             |
| Christopher Price               | Labour            | 1 martie 1977 – 13 martie 1978                                  |
| R                               |                   |                                                                 |
| Lord Reay                       | Conservative      | 1 ianuarie 1973 – 1979                                          |
| Sir Brandon Rhys Williams Bt.   | Conservative      | 1 ianuarie 1973 – 1979                                          |
| Geoffrey Rippon                 | Conservative      | 6 mai 1977 – 1979                                               |
| S                               |                   |                                                                 |
| Lord St Oswald                  | Conservative      | 1 ianuarie 1973 – 1979                                          |
| James Scott-Hopkins             | Conservative      | 1 ianuarie 1973 – 1979                                          |
| Michael Shaw                    | Conservative      | 24 iulie 1974 – 1979                                            |
| James Spicer                    | Conservative      | 28 februarie 1975 – 1979                                        |
| Michael Stewart                 | Labour            | 1 iulie 1975 – 19 noiembrie 1976                                |
| T                               |                   |                                                                 |
| Dick Taverne                    | Democratic Labour | 4 aprilie 1973 – 10 octombrie 1974                              |
| Frank Tomney                    | Labour            | 19 noiembrie 1976 – 1 martie 1977                               |
| W                               |                   |                                                                 |
| Sir Derek Walker-Smith          | Conservative      | 1 ianuarie 1973 – 1979                                          |
| Lord Walston                    | Labour            | 3 iulie 1975 – 28 februarie 1977                                |